# رود کیکو
رود کیکو (به لاتین: Kiku River) یک رود در ژاپن است که در استان شیزوئوکا واقع شده‌است.